# Applicato di porto
Applicato di porto è stato un grado del Corpo delle capitanerie di porto dalla sua costituzione fino all'entrata in guerra dell'Italia nella prima guerra mondiale, quando il Corpo venne temporaneamente militarizzato.
Terminato la guerra il Corpo divenne definitivamente un corpo militare con Regio Decreto Legge n. 2349 del 27 novembre 1919 e nello stesso periodo venne adottata, anche per i gradi delle Capitanerie di porto, la denominazione propria dei corpi tecnici della Regia Marina, a sua volta analoga a quella del Regio Esercito, seguita sempre dallo specificativo “di porto”.
I gradi di applicato di porto si distinguevano in applicato di porto di 1ª e 2ª classe

## Equiparazione dei gradi
Gli applicati di porto di 1ª classe erano equiparati a tenente e quelli di 2ª classe a sottotenente. Il grado superiore era Ufficiale di porto.

## Dal 1919 al 1973
Con l'adozione per i gradi delle Capitanerie di porto della denominazione propria dei corpi tecnici della Regia Marina, a sua volta analoga a quella del Regio Esercito, seguita sempre dallo specificativo “di porto”. L'applicato di porto di 1ª classe ha assunto la denominazione di Tenente di porto, e l'applicato di porto di 2ª classe quella di Sottotenente di porto, omologhi rispettivamente del tenente e del sottotenente dei corpi tecnici della Regia Marina e degli ufficiali del Regio Esercito. Tale denominazione è stata adottata anche successivamente dalla Marina Militare Italiana, che ha mutuato per le Capitanerie e per i corpi tecnici e logistici la denominazione dei gradi dall’Esercito fino al 1973, quando con legge del 16 aprile nº 174 la Marina Militare ha uniformato la denominazione dei gradi degli ufficiali di tutti i Corpi a quella del corpo di Stato Maggiore e i gradi di "tenente di porto" e di "sottotenente di porto"  sono stati ridenominati rispettivamente sottotenente di vascello di porto e guardiamarina di porto.